# Comuna Novi Skomorohî, Halîci
Novi Skomorohî (în ucraineană Нові Скоморохи) este o comună în raionul Halîci, regiunea Ivano-Frankivsk, Ucraina, formată din satele Novi Skomorohî (reședința), Pidșumleanți și Stari Skomorohî.

## Demografie
Componența lingvistică a comunei Novi Skomorohî
     Ucraineană (99,91%)
     Alte limbi (0,09%)
Conform recensământului din 2001, majoritatea populației comunei Novi Skomorohî era vorbitoare de ucraineană (99,91%), existând în minoritate și vorbitori de alte limbi.